# Вокруг света за 80 дней (фильм, 1919)
«Вокруг света за восемьдесят дней» (нем. Die Reise um die Erde in 80 Tagen, 1919) — немецкий немой художественный фильм Рихарда Освальда, по роману Жюля Верна. Фильм сохранился до наших дней и хранится в Archiv Filmkunde Paul Sauerlaender.

## Сюжет
Чтобы выиграть пари, британский джентльмен Филеас Фогг должен обогнуть земной шар за восемьдесят дней вместе со своим французским слугой Паспарту. Во время своего путешествия Филеас Фогг обвиняется в ограблении банка, и ему угрожает арест.

## В ролях
- Конрад Фейдт — Филеас Фогг
- Анита Бербер — Ауда
- Райнхольд Шюнцель — Арчибальд Корсиканец
- Юджен Рекс — Паспарту
- Макс Гюльсторф — Детектив Фикс
- Кейт Освальд — Немея
- Пауль Морган — Джон Форстер